# Euphorbia herniariifolia
Euphorbia herniariifolia — вид рослин із родини молочайних (Euphorbiaceae), зростає у східному Середземномор'ї.

## Опис
Це рослина заввишки 5–10 см. Листки від округлих до зворотно-яйцеподібно-еліптичних, 4–10 см, злегка сизі. Приквітки подібні до листків. Квітки зелені. Період цвітіння: літо.

## Поширення
Зростає у східному Середземномор'ї: Албанія, Кіпр, Греція, Ліван, Сирія, Туреччина.